# قانون تکمیلی و قانون الزامی
قوانین از جهت قدرت الزام‌آوری به دو گروه قوانین تفسیری یا تکمیلی و قوانین امری یا الزامی تقسیم می‌شوند. توافق خلاف قوانین دسته اول ممکن است اما توافق خلاف قوانین دسته دوم بی‌اعتبار است. این تقسیم‌بندی به‌طور کلی فقط در قوانین حقوق خصوصی معنا پیدا می‌کند و قوانین حقوق عمومی (قانون اساسی، قوانین اداری، قوانین جزایی) به‌طور کلی امری هستند. بخش عمده قوانین آئین دادرسی و قوانین ثبتی نیز امری محسوب می‌شود.

## تعریف
قوانین امری قوانینی‌اند که در صورت نقض آن‌ها نظم عمومی مختل می‌شود و قوانین تکمیلی (یا قوانین تفسیری یا قوانین تعویضی) قوانینی‌اند که با نظم عمومی ارتباط و مغایرتی ندارند. مثلاً در قانون مدنی قراردادها و بیع‌ها تکمیلی‌اند و ارث و وصیت امری. سلسله‌مراتب قواعد از نظر قدرت اجرایی عبارت است از:
1. قوانین امری
2. توافق طرفین
3. عرف
4. قوانین تکمیلی

## قوانین تفسیری
قوانین تفسیری یا تکمیلی یا مکمل اراده ذی‌نفع، به قوانینی گفته می‌شود که اشخاص می‌توانند خلاف آن را توافق کنند. این قوانین هنگامی اجرا می‌شوند که طرفین یک قرارداد توافقی بر خلاف مفاد آن نکرده باشند. گاهی قانونگذار به تفسیری بودن قانون تصریح کرده برای مثال در ماده ۱۱۱۴قانون مدنی ایران آمده؛ «زن باید در منزلی که شوهر تعیین می‌کند سکنی نماید مگر آن که اختیار تعیین منزل به زن داده شده باشد». این قانون یک قانون تفسیری است و در صورتی که در سند ازدواج توافقی در مورد نحوه تعیین منزل نشده باشد، اختیار تعیین منزل زن با شوهر است. گاهی نیز تفسیری بودن قانون از روی اصول حقوقی قابل دریافت است. مثلاً در ماده ۳۸۷ قانون مدنی آمده: «اگر مبیع قبل از تسلیم بدون تقصیر و اهمال از طرف بایع تلف شود بیع منفسخ و ثمن باید به مشتری مسترد گردد..» این ماده از بین رفتن کالای مورد معامله بعد از قرارداد و پیش از تحویل را در هر حال از مال فروشنده می‌داند اما اصل آزادی اراده حکم می‌کند که طرفین حق داشته باشند از بین رفتن کالا پیش از تحویل را از مال خریدار می‌داند و در عرف تجار هم چنین معاملاتی مرسوم و پذیرفته‌است.

## قوانین الزامی
قوانین الزامی یا امری، قوانینی هستند که افراد حتی اگر بخواهند نمی‌توانند با آن مخالفت کنند. این نوع قوانین یا به نظم عمومی و اخلاق حسنه مربوط می‌شوند یا برای حفاظت از اشخاص برای جلوگیری از زیان وضع شده‌اند. برای مثال لزوم ثبت معاملات املاک غیرمنقول قانون امری است 

## تشخیص
در بسیاری از موارد قرینه مشخصی برای تعیین تفسیری بودن یا امری بودن قوانین وجود ندارد. معیار کلی برای دسته‌بندی ارتباط قوانین با «نظم عمومی» است. اگر رعایت قانونی برای حفظ نظم عمومی لازم باشد امری محسوب شده و در غیر این صورت تفسیری است و «قوانین مربوط به نظم عمومی قوانینی هستند که هدف از وضع آنها حفظ منافع عمومی باشد و تجاوز به آنها، نظامی را که لازمه حسن جریان امور اداری، سیاسی، اقتصادی یا حفظ خانواده است برهم زند».
در هنگام تردید در مورد امری بودن یا تکمیلی بودن یک قانون توجه به موضوع آن راهگشاست. در قوانین مربوط به روابط مالی (خریدوفروش و اجاره و امثالهم) اصل بر تکمیلی بودن قوانین است اما در قوانین مربوط به احوال شخصیه و اهلیت بایستی در موارد تردید اصل را بر امری بودن قانون گذاشت.